# Cuenca de Taoudeni

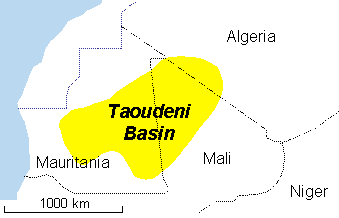
Extensión aproximada de la cuenca de Taoudeni.

Principales cuencas sedimentarias de África Occidental.

La cuenca de Taoudeni es una importante formación geológica de África Occidental cuyo nombre se extrajo de la localidad de Taoudeni, en el norte de Malí. Se extiende por importantes partes del cratón de África Occidental en Mauritania y Malí. Tiene un considerable interés dadas sus posibles reservas de petróleo.
La cuenca de Taoudeni es la más importante cuenca sedimentaria de África del noroeste. Se formó durante el período Proterozoico medio a tardío. Siguió bajando hasta mediados de la era Paleozoica, cuando la deformación hercínica y la creación de montañas consiguiente tuvo lugar. Contiene hasta 6000 m de sedimentos del Precámbrico tardío y del Paleozóico. Las perforaciones exploratorias que han tenido lugar desde los años 1980 han encontrado indicios de petróleo desde las capas del Precámbrico tardío, Silúrico y Devónico tardío. Los sedimentos son más densos en la mitad occidental de la cuenca.

## Interés minero

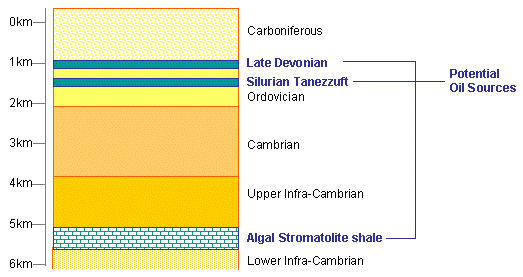
Posible corte transversal de la cuenca de Taoudeni central.

El gobierno de Malí, uno de los países más pobres del mundo, está muy interesado en crear una industria del petróleo. Las empresas que han explorado el área incluyen Baraka Petroleum, Sonatrach, Eni, Total S.A., Woodside y China National Petroleum Corporation. No obstante, la localización remota y el entorno hostil del desierto del Sahara harían la extracción muy cara.